# Завтрак в «Кафе Готэм»
Завтрак в «Кафе Готэм» (англ. Lunch at the Gotham Café) — рассказ американского писателя Стивена Кинга.
Впервые опубликован в 1995 году в антологии «Тёмная любовь» (англ. «Dark Love»). В 1996 году в номинации «лучший короткий рассказ» был отмечен премией Брэма Стокера
В 1997 году вошёл в сборник «Шесть историй» (англ. «Six Stories»), а в 2002 году — в сборник «Всё предельно» (англ. «Everything's Eventual»).
В 2005 году экранизирован: вышел короткометражный фильм под названием «Кафе „Готэм“» режиссёра Джека Эдварда Сойерса.

## Сюжет
Однажды, вернувшись домой, Стивен Дэвис находит записку, в которой его жена отмечает, что хочет с ним развестись. Было решено обсудить этот вопрос в кафе под названием «Готэм», где случается событие, которое едва не заканчивается гибелью супругов.